# Zürcher Bach Chor
Der Zürcher Bach Chor ist ein gemischter Chor in der Schweiz.

## Geschichte
Gegründet wurde der Zürcher Bach Chor im Jahr 1947. Damals wurde als «oberste Aufgabe die sorgfältige Erarbeitung und Aufführung von Chorwerken Joh. Seb. Bachs» definiert. Bis 1963 befolgten die damaligen Chorleiter diesen Grundsatz und setzten – bis auf wenige Ausnahmen – ausschliesslich Bach-Werke auf die Konzertprogramme. Ab 1963 wurde das Repertoire ausgebaut, bis hin zu Werken des 20. Jahrhunderts. Davon zeugen die Aufführungen von Strawinskis Messe für Chor und Doppelbläserquintett (1972), Paul Hindemiths Flieder-Requiem (1977 und 2003), Krzysztof Pendereckis Te Deum (1986), Leoš Janáčeks Glagolitische Messe (1988), Frederick Delius’ Late Swallows (1997), Lili Boulangers Psalm 130 Du fond de l’abime (1997) oder Benjamin Brittens War Requiem (2002).
In der Vergangenheit ging der Zürcher Bach Chor mehrmals auf Konzertreisen: mit Bachs h-moll-Messe nach Paris, Autun, Bologna, Budapest, Basel, Liestal und 1988 an das Bachfest Schaffhausen; mit Beethovens Missa solemnis nach Solothurn; mit gemischten Programmen nach Rheinau, Schwyz, Zug oder Fischingen; mit Mozarts Requiem nach Interlaken und 2005 nach Serbien und 2007 im Sinne einer Benefizreise nach Mecklenburg-Vorpommern.
1983 wurde unter dem Titel O Haupt voll Blut und Wunden eine Sammlung von zehn evangelischen Kirchenliedern als Tonaufnahme veröffentlicht (Deutsche Austrophon, Diepholz).

## Chorleiter
- 1947–1951: Albert E. Kaiser
- 1951–1972: Bernhard Henking
- 1972–2011: Peter Eidenbenz
- 2011–2021: Andreas Reize
- seit September 2021: Annedore Neufeld[1]